# Елена Гръцка
Елена Гръцка и Датска (на гръцки: Πριγκίπισσα Ελένη της Ελλάδας και Δανίας) е принцеса на Гърция и Дания и кралица майка на Румъния – втора съпруга на румънския крал Карол II и майка на крал Михай I.

## Произход и ранни години
Родена е на 2 май 1896 г. в Атина, Гърция, като Елена цу Шлезвиг-Холщайн-Зондербург-Глюксбург, принцеса на Гърция и Дания. Тя е най-възрастната дъщеря на гръцкия принц и по-късно крал Константинос I и на германската принцеса София. Елена е сестра на трима гръцки крале – Георгиос II, Александрос I и Павлос I.
През 1910 г. Елена напуска Гърция заедно със семейството си, което е прогонено от страната след неуспешния опит Константнос да бъде поставен на гръцкия престол чрез военен преврат срещу дядо ѝ Георгиос I. Лятото на 1910 г. Елена и семейството ѝ прекарват в замъка Фридрихсхоф на гости у леля ѝ – хесенската марграфиня Маргарита, а зимата – в един франкфуртски хотел. Няколко месеца по-късно на семейството е позволено да се завърне отново в Атина.
През 1917 г. крал Константинос I абдикира заради прогерманските си настроения и заедно със семейството си се установява в Швейцария, докато на престола в Гърция се възкачва братът на Елена – крал Александрос I.
През 1919 г. Елена се запознава с румънския престолонаследник Карол II, който е на околосветско пътешествие след развода с първата си съпруга. Елена придружава Карол в Румъния по случай годежа на брат ѝ Георгиос и сестрата на Карол – Елизабет. През ноември 1920 г. Карол пристига в Цюрих, за да поиска официално ръката на Елена от родителите ѝ.

## Принцеса на Румъния
През декември 1920 г. Елена и семейството ѝ се връщат в Атина, където баща ѝ отново заема гръцкия престол след смъртта на крал Александрос I. На 10 март 1921 г. в Атина принцеса Елена се омъжва за принц Карол. След като прекарват медения си месец в резиденцията на гръцките крале в Татои, в началото на май младоженците пристигат в Букурещ. В румънската столица двойката се установява в двореца „Котрочени“, но по-голямата част от времето си прекарва в една вила в покрайнините на замъка „Пелеш“ в Синая. На 25 октомври 1921 г. Елена ражда син – Михай.
Първоначално бракът на Елена и Карол е щастлив, но скоро семейното щастие започва да се пропуква. През 1925 г. Карол започва скандалната си връзка с Магда Лупеску. През декември 1925 г. съпругът на Елена официално се отрича от престола и напуска Румъния заедно с любовницата си. През януари 1926 г. румънският парламент официално обявява малолетния Михай за наследник на престола и удостоява майка му с титлата Принцеса на Румъния.
След скандалното заминаване на съпруга ѝ, Елена остава да живее в Румъния заедно със сина си, който се възкачва на румънския престол през 1927 г. Същата година Елена получава от съпруга си официално предложение за развод. Първоначално принцесата отказва, но скоро променя решението си под натиска на правителството. Така на 21 юни 1928 г. Върховният съд на Румъния обявява брака на Елена и Карол за разтрогнат.
Карол се завръща в Румъния през 1930 г. и заема престола с помощта на министър-председателя Илия Маниу. Елена остава да живее в Букурещ заедно със сина си. В продължение на няколко месеца след завръщането на Карол II започва обществен дебат за анулирането на развода между него и Елена. Под натиска на правителството и общественото мнение Елена и Карол II отново възстановяват отношенията си. За септември 1930 г. е насрочена и церемонията по съвместната им коронация. Илия Маниу уведомява Елена, че след отмяната на акта от 1926 г. Карол II ще бъде признат за крал със задна дата, считано от 1927 г., откогато ще бъде официално обявено, че и Елена законно носи титлата кралица на Румъния.
В крайна сметка става ясно, че Карол II не желае да поднови брака си с Елена и че любовницата му продължава да живее с него. Тъй като Елена не се противопоставя на правителствените планове за отмяна на развода им, Карол II предприема принудителни мерки срещу бившата си съпруга – първоначално той отказва да подпише акта, с който тя ще бъде официално титулувана като Нейно Величество, кралицата на Румъния, а по-късно поставя Елена под „домашен арест“, поставяйки дома ѝ под постоянна охрана, която да ограничава посещенията на външни лица при нея. Мерките на краля дават резултат – изправена пред такова отношение, Елена скоро решава да напусне Румъния. След кратък престой в Лондон, тя се установява във вилата на майка си във Флоренция.
След напускането на Румъния, Елена се намира в постоянен конфликт със съпруга си относно условията, при които тя би могла да посещава сина си. През октомври 1932 г. тя отново се връща в Букурещ, за да види Михай. В отговор Карол II подема открита кампания срещу бившата си съпруга, пускайки слуха, че тя има два опита за самоубийство зад гърба си. Скоро правителството издава акт, с който увеличава цивилната листа на Елена, позволява ѝ да пребивава в Румъния шест месеца в годината и да прекарва един месец годишно със сина си в чужбина. Срещу тези отстъпки от Елена се очаквало да напусне страната и да се установи за постоянно във Флоренция. Със средствата, които започва да получава като издръжка от румънското правителство, тя успява да закупи своя вила в покрайнините на италианския град Сан Доминиго. През 1934 г. Елена се премества във Вила „Спарта“ заедно с брат си Павлос и сестрите си. Там тя живее постоянно през следващите десет години, прекарвайки със сина си по един месец всяка година.

## Кралица майка на Румъния
През 1940 г. Михай I отново се възкачва на румънския престол. Вече пълнолетен, той вика обратно майка си в Румъния, където я удостоява със званието Кралица майка на Румъния. По време на Втората световна война Елена полага грижи за ранени войници. Заради заслугите ѝ за спасяването на румънски евреи от нацистките концлагери тя е удостоена с наградата „Праведник на мира“.
През 1947 г. Михай I и семейството му са принудени да напуснат Румъния. Елена се завръща в Сан Доминиго. Живее известно време във Флоренция, а по-късно и в Лозана, където умира на 28 ноември 1982 г. на 86 години.
|  | Тази страница частично или изцяло представлява превод на страницата Helena of Greece and Denmark в Уикипедия на английски. Оригиналният текст, както и този превод, са защитени от Лиценза „Криейтив Комънс – Признание – Споделяне на споделеното“, а за съдържание, създадено преди юни 2009 година – от Лиценза за свободна документация на ГНУ. Прегледайте историята на редакциите на оригиналната страница, както и на преводната страница, за да видите списъка на съавторите. ВАЖНО: Този шаблон се отнася единствено до авторските права върху съдържанието на статията. Добавянето му не отменя изискването да се посочват конкретни източници на твърденията, които да бъдат благонадеждни. |